# Marc Wilmots
Marc Robert Wilmots (nascut el 22 de febrer de 1969) és un exfutbolista internacional belga, i entrenador de la selecció de Bèlgica, des del maig de 2012 fins al 2016, quan fou substituït en el càrrec per Robert Martínez.
Fou jugador de Sint-Truiden, KV Mechelen, Standard Liège, FC Schalke 04, i FC Girondins de Bordeus.
Fou internacional amb la selecció de Bèlgica, amb la qual marcà 28 gols en 70 partits, participat en els Mundials de 1990, 1994, 1998 i 2002.